# شناگرهای کوهی
شناگرهای کوهی (نام علمی: Oreonectes) نام یک سرده از تیره سگ‌ماهیان جویباری است.